# Wiiウェア
Wiiウェア（ウィーウェア、WiiWare）は、かつてWiiを対象に行われていた、店頭では販売されていない新作ソフトをインターネットを利用してダウンロード販売するサービス。Wiiウェア用ソフトは『Wiiショッピングチャンネル』で販売されていたため、購入時はWiiをインターネットに接続する必要があった。

## 概要
Wiiでは過去のハードで発売されたソフトをダウンロード販売する「バーチャルコンソール」というサービスがあるが、それに対して「Wiiウェア」は完全な新作ソフトを購入・ダウンロードするサービスで、2007年6月27日にNintendo of America（任天堂米国法人）が概要を発表し、2007年10月10日にサービス開始時期や対応ソフトの一部が発表された。その後、日本国内では2008年3月25日よりサービス開始。以降2011年10月18日まで、計210タイトル（非売品除く）が配信された。
2019年1月31日にWiiショッピングチャンネルがサービス終了したため、Wiiウェア用ソフトの新規購入はすでにできなくなっている（将来的には購入済ソフトの再ダウンロードも不可能になる）。また、購入に必要なWiiポイントのチャージは、これに先駆けて2018年3月27日以降不可能になった。
Wiiウェアのソフトは、開発から販売までの全体的なコストが少なくて済み、メーカーの規模に関わらず参入できるため、今まで参入したことがない開発会社（デベロッパー）や、販売を他メーカー（パブリッシャー）に委託していた開発会社も参入することができた。
また、インターネットを利用して配信するため、パッケージソフトウェアとは違う次の利点もあった。
- ボリュームの少なさからパッケージとして販売できないような小容量・小粒なソフトや、アイディア重視のソフトも配信することができる。
- パッケージの生産や販売にかかる物理的なコストが必要なく、また小売店などを通す必要がないため、低価格でかつ幅広い価格帯でソフトを配信することができる。
- インターネットを利用したモードを搭載したり、パッケージソフトでは難しかった「ソフトの不具合修正」「機能やコンテンツの追加配信」ができたりする。追加配信についての詳細は#機能やコンテンツの追加配信を参照。

なお、WiiWareの"Ware"は、ソフトウェアから来ている。

### 購入
Wiiウェアのソフトは『Wiiショッピングチャンネル』で配信された。
ソフト購入の流れは次の通り。
1. 『Wiiショッピングチャンネル』を起動する
2. 「ショッピングへ」を選択
3. 「Wiiウェア」を選択
4. 5種類の検索方法から購入したいソフトを探し、選択する
5. 「購入」を選択（ペアレンタルコントロールを設定している場合は、ここで設定した暗証番号を入力する）
6. ソフトの保存先（「Wii本体保存メモリ」もしくは「SDカード」）を選択
7. 対応コントローラを確認後、「OK」を選択する
8. そのソフトに関する注意点を確認後、「OK」を選択する
9. 購入に必要なWiiポイントとソフトの保存に必要なブロック数を確認した後、「はい」を選択
10. 購入処理が完了し、ダウンロードが開始される

なお、ソフトを購入し他のWiiへプレゼントするプレゼント機能についてはWiiショッピングチャンネル#プレゼント機能を参照のこと。
ダウンロード中はマリオ、またはルイージが登場し、拾ったコイン数でダウンロードの進行状況が分かるようになっていた。ダウンロード画面は6種類のパターンが用意されていた。

### 課金（料金体系）
Wiiウェアのソフトは全て有料であり、支払いにはWiiポイントを使用した。
料金体系は、500・600・700・800・900・1000・1200・1500ポイントの8種類が存在した。

### 保存先
ダウンロードしたソフトは、Wii本体内蔵フラッシュメモリもしくはSDメモリーカード・SDHCメモリーカードに保存する。Wii本体内蔵フラッシュメモリに保存した場合はWiiメニュー、SDメモリーカード・SDHCメモリーカードに保存した場合はSDカードメニューから起動する。なお、SDメモリーカード・SDHCメモリーカードに保存したソフトを他のWii本体で使用することはできない。
なお、Wii本体内蔵フラッシュメモリの容量が512MBしかなく、本体にあまり多く保存できないため、1タイトルあたりの容量は最大で40MBまでに制限されていた。

### 体験版
Wiiウェアは他ハードのダウンロードコンテンツとは異なり無料体験版の配信をサービス開始後しばらく見送っていたが、2009年から少数のタイトルにおいて行われ始めた。ただし、上記の容量制限などにより、他ハードで行われているパッケージソフトの体験版配布は実現していない。
最初に、期間限定という条件付で2009年11月よりWiiウェアの一部タイトルの無料体験版が提供開始された。タイトルは以下のとおり。
- 11月から翌年1月（日本版：2009年11月17日 - 2010年1月31日）
  - 乱戦!ポケモンスクランブル
  - ポケモン不思議のダンジョン いくぞ!嵐の冒険団（下記の『目指せ!光の冒険団』配信開始以降は終了）
  - グーの惑星
  - 光と闇の姫君と世界征服の塔 ファイナルファンタジー・クリスタルクロニクル
- 期間途中から追加（日本版：2009年12月29日 - 2010年1月31日）
  - ポケモン不思議のダンジョン めざせ!光の冒険団（上記の『いくぞ!嵐の冒険団』と内容が異なっており、プロローグなどストーリー場面が追加されている）
  - 逆転裁判 蘇る逆転
- 正式配信（2010年9月7日から随時期間限定配信）
  - すりぬけアナトウス
  - ジャンケンパーティーぱらだいす
  - BIT.TRIP BEAT
  - チキンバトル!チクチクブーン
  - オーバーターン
  - ダウンタウン熱血どっじぼーる

### 取扱説明書

#### 簡単な操作説明
ソフトプレイ中にWiiリモコンの「HOMEボタン」を押し、メニューから「説明書」を選択すると、画面上でそのソフトの簡単な操作方法を確認できる。

#### 詳しい取扱説明書
次の3種類のうちいずれかの方法でそのソフトの詳しい取扱説明書を閲覧することができる。いずれも、インターネットの接続が必要。
- ソフトプレイ中にWiiリモコンの「HOMEボタン」を押し、メニューから「説明書」を選択して、「くわしい説明をみる」を選択する。
- 『Wiiショッピングチャンネル』でそのソフトの購入ページの右下にある「くわしく」を選択し、「このソフトの説明書をみる」を選択する。
- 一部ソフトに関しては任天堂のWiiウェア公式ホームページの各ソフトの紹介ページでも確認できる（パソコンからのみ閲覧可能）。

## 機能やコンテンツの追加配信
一部ソフトにおいては、「ニンテンドーWi-Fiコネクション 有料サービス」による、機能やコンテンツの追加配信がされていた。追加コンテンツは有料（Wiiポイントでの支払い）となり、対応ソフト内の専用メニューで購入することができた。なお、追加コンテンツ配信開始前にダウンロードした対応ソフトについては、『Wiiショッピングチャンネル』で追加コンテンツに対応した最新版を受信する必要がある場合があった（無料）。
対応ソフトには赤色のWi-Fiコネクションマークが表記され、購入時に表示される注意文で追加配信コンテンツの内容及び課金の詳細が表記された。
コンテンツの追加配信に対応しているソフトについては「Wiiウェアのゲームタイトル一覧」を参照（一覧表内の備考欄で記載）。

## ソフト配信参入メーカー一覧
国内合計59社が参入した。
- 任天堂
- ポケモン
- セガ
- ハドソン
- スクウェア・エニックス
- コナミデジタルエンタテインメント
- バンダイナムコゲームス
- カプコン
- タイトー
- タカラトミー
- サン電子
- ディースリー・パブリッシャー
- Gモード
- ケムコ
- アークシステムワークス
- 日本一ソフトウェア
- テクモ
- エム・ティー・オー
- エレクトロニック・アーツ
- ゲームロフト
- ズーム
- ナツメ
- トムクリエイト
- ジョルダン
- サイバード
- レコム
- 元気
- アルファ・ユニット
- ユードー
- アジェンダ
- マイルストーン
- ペルペトゥーム
- スタジオ斬（ケーブルエンターテイメントで発売されたゲームを含む）
- GrandPrix
- エイチーム
- ヤマサエンタテインメント
- 富士ソフト
- インターチャネル
- シルバースタージャパン
- 童
- HI Games & Publishing
- トライファースト
- ホームメディア
- マーベラスエンターテイメント
- ポイソフト
- ガスト
- エクシング
- T&S
- シムス
- 廣済堂
- ゲームアーツ
- IEインスティテュート
- Miracle Kidz
- アガツマ・エンタテインメント
- サンソフト
- サンタエンタテイメント
- ファンユニット
- ラックプラス